# Erjon Bogdani
Erjon Bogdani (Tirana, 14 april 1977) is een Albanees voormalig voetballer.

## Clubcarrière
Bogdani begon zijn carrière bij Partizan Tirana waarmee hij in 1997 de beker van Albanië won, waarna hij naar NK Zagreb vertrok.
Van 2000 tot 2003 speelde hij bij Reggina Calcio twee seizoenen in de Serie A en in 2001/02 in de Serie B. In het seizoen 2003/04 werd Bogdani verhuurd aan Salernitana (Serie B), waarbij hij alle 38 competitiewedstrijden speelde en hierin acht doelpunten maakte. In het seizoen 2004/05 werd hij opnieuw uitgeleend, ditmaal aan Hellas Verona, waarbij hij met zeventien doelpunten clubtopscorer voor Hellas Verona werd en drie doelpunten minder scoorde dan competitietopscorer Gionatha Spinesi van de club AC Arezzo scoorde.
Na één seizoen te zijn uitgeleend aan Livorno, werd Bogdani in de zomer van 2008 teruggehaald bij de selectie van Chievo Verona. Na 2 seizoenen trok hij naar AC Cesena. Sinds 2012 speelde hij voor AC Siena waar hij op het einde van het seizoen 2012/2013 een punt zette achter zijn loopbaan.

## Interlandcarrière
Bogdani maakte zijn debuut voor het Albanees voetbalelftal op woensdag 24 april 1996 in de vriendschappelijke uitwedstrijd tegen Bosnië-Herzegovina (0-0) in Zenica. Hij viel in dat duel in Zenica na 86 minuten in voor collega-debutant Ardian Behari (Flamurtari). Andere debutanten in dat duel namens Albanië waren Artan Mergjyshi (Partizani), Fatmir Vata (NK Samobor), Dritan Baholli (Partizani), Mahir Halili (KS Kastrioti), Arjan Peço (KS Olimpik) en Dashnor Kastrioti (FSG Schiffweiler). Zijn eerste interlandgoal maakte Bogdani op 10 februari 1999 in de vriendschappelijke thuiswedstrijd tegen Macedonië (2-0). Hij speelde 74 interlands waarin hij 18 keer tot scoren kwam. Hiermee is hij all-time topscorer van het Albanees voetbalelftal.

## Erelijst
Partizan Tirana
Albanees bekerwinnaar
1997
 Albanees voetballer van het jaar
2005